# John D. Works
John Downey Works (ur. 29 marca 1847 w Rising Sun, zm. 6 czerwca 1928 w Los Angeles) – amerykański polityk, członek Partii Republikańskiej.

## Działalność polityczna
W okresie od 4 marca 1911 do 3 marca 1917 był senatorem Stanów Zjednoczonych z Kalifornii (1. Klasa).